# 農業對環境的影響
農業對環境的影響（英語：Environmental impact of agriculture）中所談論的是由不同的耕作方式對周圍生態系統所產生的影響，以及根據影響狀況，可追溯到採用的耕作方式。.這類影響會因農民的做法及其規模，而有很大差異。若要減緩影響，可採用可持續性農業的做法達到目的。農業對環境產生負面影響是個由來已久的問題，縱然有專家設計創新手段來減少破壞和提高生態效率，但仍然令人擔憂。雖然遊牧式畜牧對環境較為有利，但現代肉類生產對環境的影響程度仍高於著重生產水果、蔬菜和其他生物質的農業活動。由牛糞中氨的排放而造成的環境污染，一直是人們關注的問題。
針對環境影響評估，專家採用的指標有兩種：根據農民的生產方式的“手段指標”，以及耕作方式對耕作系統或環境所產生排放影響的“效果指標”。手段指標的一個例子是地下水的品質，會受土壤接受氮數量的影響。而衡量硝酸鹽流失到地下水的程度則是種效果指標。手段指標著眼於農民的做法，而效果指標則著重在農業系統實際發生的影響。例如，手段指標可用來分析農民的農藥和肥料施用的方式，而效果指標會用來分析耕作方式排放多少二氧化碳或是土壤中的氮含量有多少。
農業對環境的影響所包含的對象有：土壤、水、空氣、動物，以及土壤種類、人、植物和食物本身。農業造成大量環境退化的問題，包括有氣候變化、森林砍伐、生物多樣性喪失、死區、基因工程、灌溉問題、污染物、土壤退化和廢棄物。 由於農業對全球社會和環境系統甚為重要，國際社會致力提高糧食生產的可持續性，這是聯合國通過的可持續發展目標2中的重要目標：“終止飢餓（zero hunger）、實現糧食安全和改善營養，同時促進可持續農業”。聯合國環境署在其2021年“與自然和平相處”的報告中強調，農業既是驅動環境退化的因素，同時也是受到環境退化威脅的產業。

## 不同農業生產方式

### 動物畜養
本節摘自肉類生產對環境的影響。
肉類生產對環境的影響因各地採用的不同做法而有差異。所有的做法都會對環境產生多種影響，包括污染、使用化石燃料造成的溫室氣體排放、牲畜產生的甲烷、廢水及水和土地的消耗。畜養牲畜以取得肉類的方式有多種，包括有機農業、自由放養、集約化畜牧、自給農業，以及小規模的狩獵和捕魚。

| 類別            | 畜養動物產品的佔比 [%] |
| --------------- | ---------------------- |
| 卡路里          | 18                     |
| 蛋白質 (營養素) | 37                     |
| 土地利用        | 83                     |
| 溫室氣體排放    | 58                     |
| 水污染          | 57                     |
| 空氣汙染        | 56                     |
| 水足跡          | 33                     |

肉類生產被認為是導致當前生物多樣性喪失危機的重要因素。聯合國生物多樣性和生態系統服務政府間科學政策平台（IPBES）在其2019年評估報告中說工業化農業和過度捕撈是導致物種滅絕的主要驅動因素，其中的肉類和乳製品生產佔有絕大部分。聯合國糧食及農業組織 (FAO) 在2006年發布名為《畜牧業的巨大陰影》的報告中說，“畜牧業是許多生態系統以及整個地球的主要壓力源。是最大的壓力源之一。是產生溫室氣體和生物多樣性喪失的重要原因，無論在已開發國家或是開發中國家中，也是造成水污染的主要來源。”

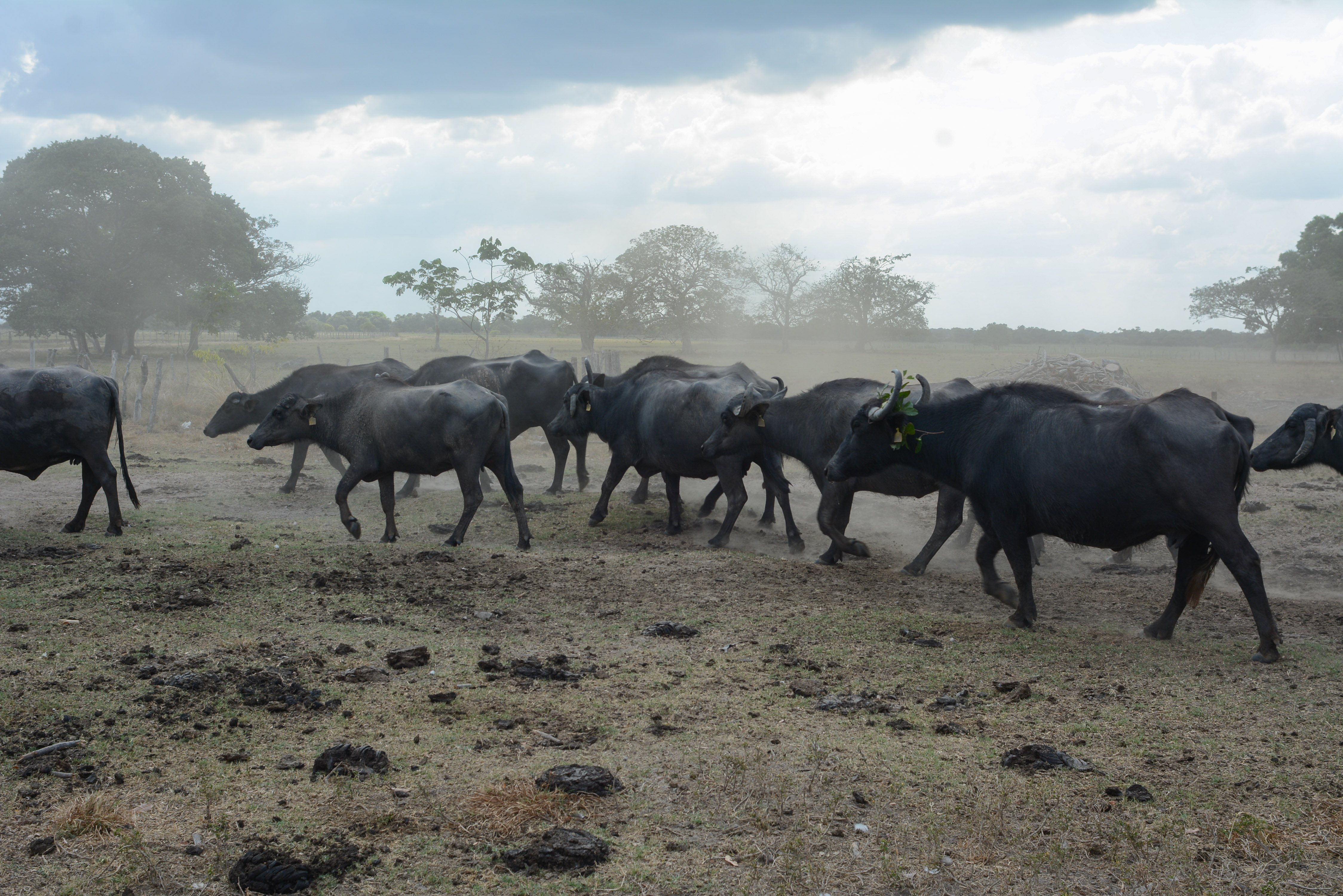
肉類生產業是導致委內瑞拉森林砍伐的驅動因素。

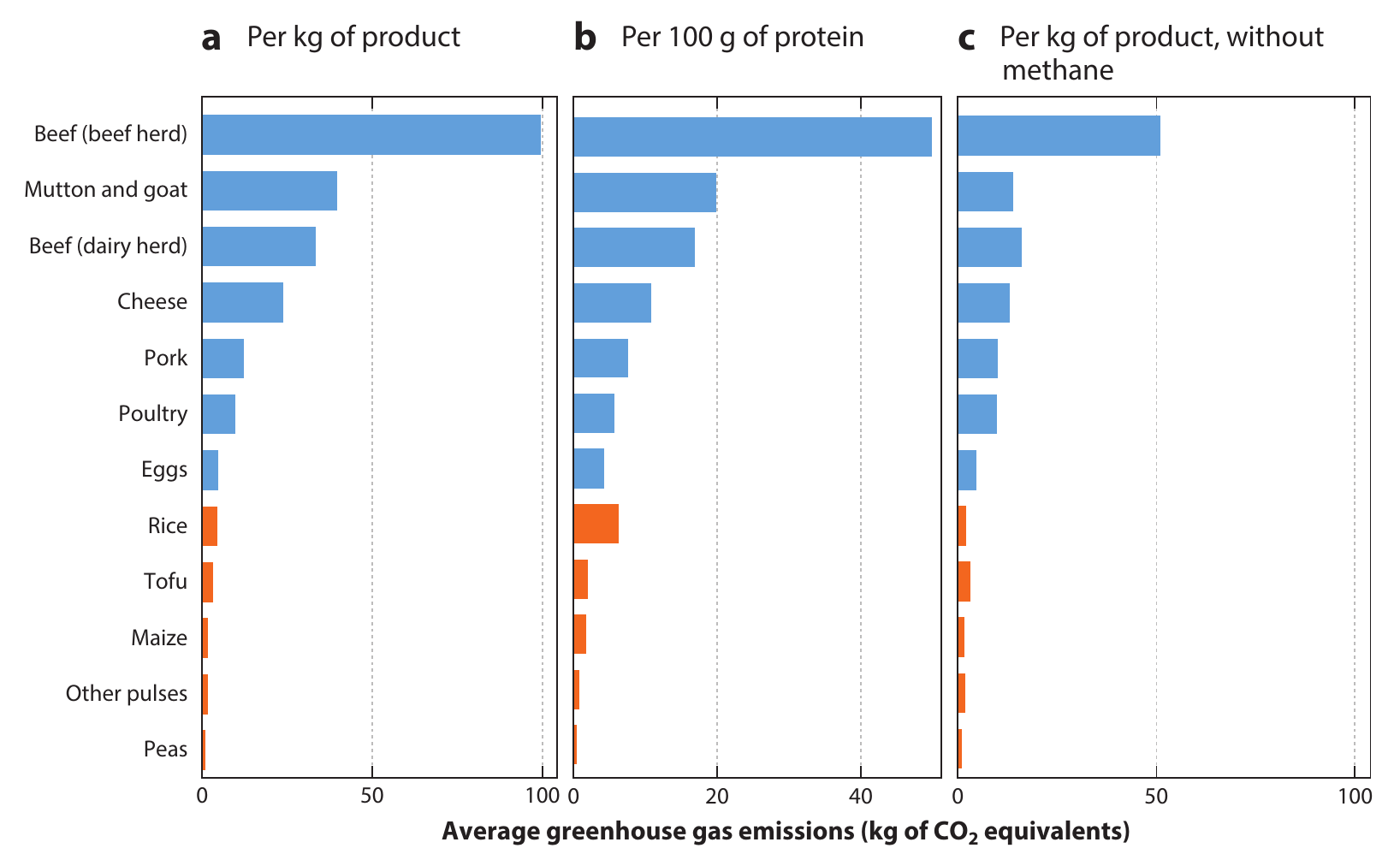
生產不同食品而發生的平均溫室氣體排放。

放牧使用的土地佔有地球上無冰陸地面積的26%，而生產飼料作物佔用大約3分之1的耕地（或佔大約農地的75%）。全球為生產糧食所產生的溫室氣體排放，佔全球人為溫室氣體排放量的3分之1，而其中肉類生產的佔比就接近60%。

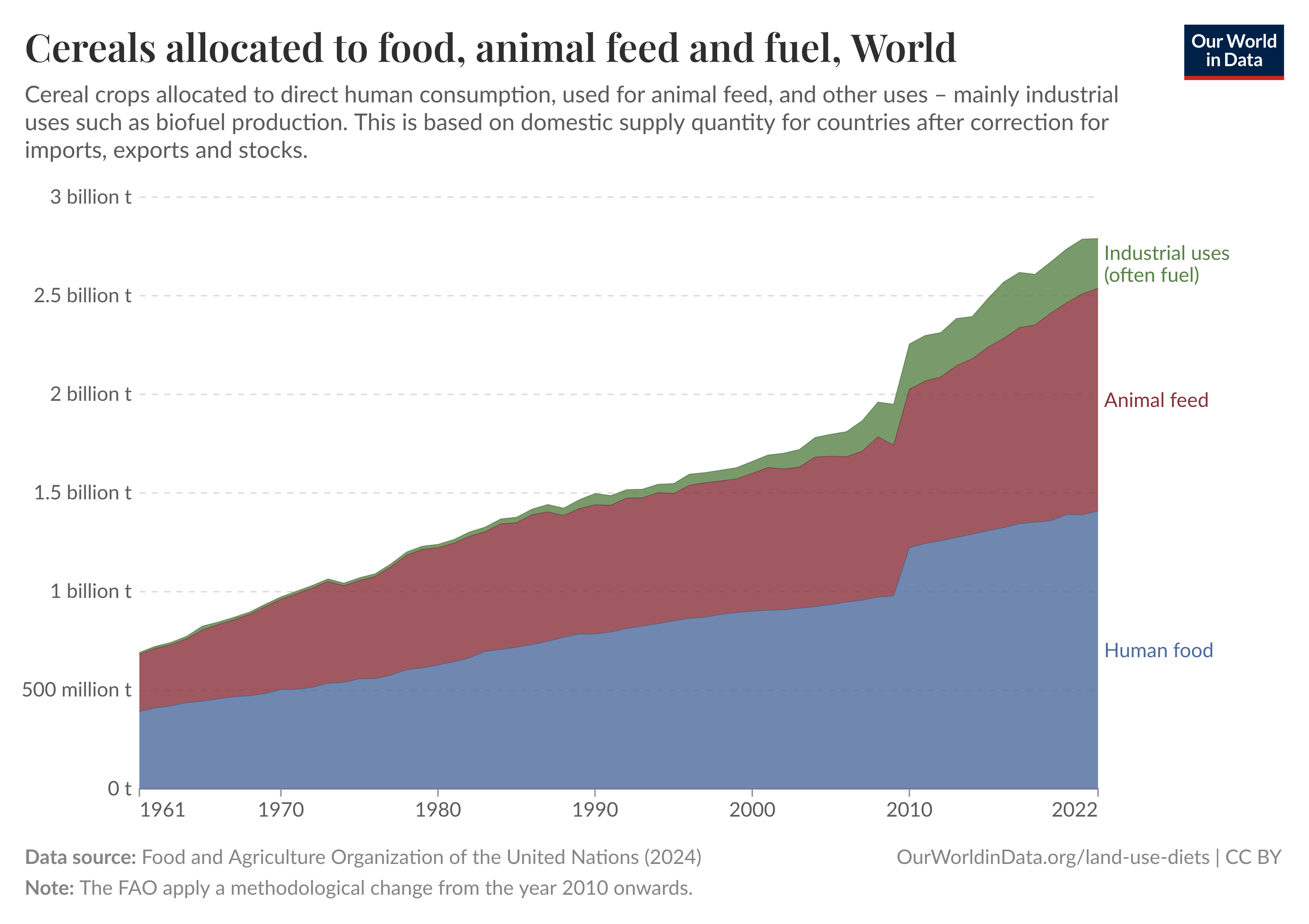
世界穀類生產中，用於動物飼料的有甚大的佔比。

在種植供人類和動物食用的作物之間，存在對土地等資源的競爭，其中“全球搶用土地趨勢（global land squeeze）”也會影響到糧食安全。肉類生產，尤其是牛肉的，是導致熱帶雨林遭到砍伐的主要驅動力，其中大約80%轉化的土地是為飼養牛隻而用，而自1970年以來，亞馬遜盆地所發生的森林砍伐，其中有91%的土地是為轉化作養牛之用。
其他對肉類生產的擔憂中包括有對健康的影響，這也通常與環境影響有關聯。
所產生的影響中有部分可歸因於畜牧業的非肉類生產部分，例如生產羊毛、蛋類和乳製品，以及用於耕作用的牲畜。據估計，世界上多達一半的農田是使用獸力來耕作。
根據多項研究，肉類消費的增加與目前人口增長和個人收入（或國內生產總額（GDP））的增加有關聯。如果增加趨勢維持不變，就會增加碳排放，並進一步加劇生物多樣性喪失的程度。聯合國政府間氣候變化專門委員會（IPCC）在其2019年氣候變化及土地特別報告的摘要（也包含其他人的報告）中斷言，世人為緩解和適應氣候變化 ，需要朝植物性飲食做改變。

### 灌溉
本節摘自灌溉對環境的影響。
灌溉對環境的影響與灌溉導致的土壤和水的數量和品質的變化，以及隨後對河流流域和灌溉計劃下游的自然和社會條件的影響有關聯。這些影響源於灌溉計劃的建設和運作而引起的水文條件改變。
問題中包括有地下含水層因抽取過度而枯竭。土壤可能因灌溉均勻性不良或浪費水資源和化學物，而發生過度灌溉，以及水污染。過度灌溉會導致地下水位上升的深層排水，而產生土壤鹽化問題，需要通過某種形式的地下排水來做地下水位控制。但如果土壤灌溉不足，則會導致土壤鹽分控制不佳，土壤鹽化隨之加劇，在高蒸發量地區的土壤表面會累積有毒的鹽分，變成需要利用淋溶作用把鹽分洗出，再利用排水將鹽帶走。使用含鹽或高鈉的水灌溉，會形成鹽鹼地，破壞土壤結構。

### 農藥
本節摘自農藥對環境的影響。
農藥對環境的影響，描述的是使用農藥所產生的各式後果。農藥產生的意外後果是現代工業化農業對環境造成負面影響的主要驅動因素之一。農藥是有毒化學物質，目的在殺死害蟲，但也會影響到非目標物種，包括植物、動物和人類。因為採用對整片農田噴灑或散佈的方式，農藥中有超過98%和除草劑中有超過95%會延伸到目標物種以外。其他農用化學品，例如化學肥料，也會對環境產生負面影響。
農藥的負面影響不僅發生在其應用的地區。地表徑流和農藥漂移會把農藥帶入遙遠的水生環境或其他領域、放牧區、人類定居點和未開發地區。其他問題還有對農藥不良的生產、運輸、儲存和棄置的做法。長期重複使用農藥會增加害蟲的抵抗力，而其對其他物種（例如害蟲的天敵）的影響會讓害蟲問題死灰復燃。替代大量使用農藥的做法，例如綜合蟲害管理和可持續農業技術（例如混養），可將這些後果減輕，又無須使用有害的毒性化學物質。
根據建構環境模型顯示，全球有60%以上的農業用地（約2,450萬平方公里）“面臨至少一種以上農藥污染的風險”，超過30%處於“高風險”之中，這高風險中的3分之1位於生物多樣性高的地區。每種農藥或殺蟲劑都會產生特定的環境問題。由於農藥會產生不良影響，而導致許多遭到禁用，另有法規會限制和/或減少一些農藥的使用。但全球使用農藥（包括一些在某些司法管轄區已遭禁止的舊/過時殺蟲劑）的總體數量卻有增加。

### 塑料

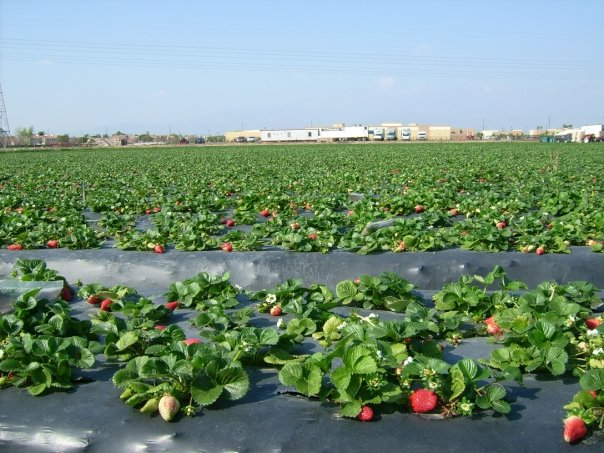
種植草莓時用於覆蓋表土的塑膠地膜。

本節摘自農業塑料栽種。
農業塑料栽種是指在農業應用中使用塑料的做法。這類塑料被廣泛地稱為“ag applications”。 包括有土壤燻蒸膜、灌溉滴灌軟管/管材、塑料植物包裝繩、育苗盆和打包材料，但這個名詞最常用於各種塑料植物/土壤覆蓋物。覆蓋物的範圍包括塑料地膜、田中行作物覆蓋物、浪型隧道以及塑料溫室等等。
預計到2019年，用於農業的塑料將達到670萬噸，佔全球產量的2%。農業中使用的塑料因受農業化學品的污染而難以回收。此外，塑料降解成微塑料也對土壤健康、微生物本身及有益的生物（如蚯蚓）有害。當前的科學尚無法證實這種方式對種出的食物，或是吃了這種食物的人類是否有害。一些政府，如歐盟推動的循環經濟，已開始對農業塑料栽種的使用和農場產生的塑膠污染予以規範。

## 各式環境問題

### 氣候變化
氣候變化和農業兩項有相互關聯的作用，發生的規模為全球性。預計全球變暖會對農業的條件產生重大影響，其中包括氣溫、降水和冰河徑流。這些條件決定生物圈能否生產足夠食物，以餵養人類和畜牧動物。不斷上升的二氧化碳水準也會對作物產量產生不利和有利的影響。評估全球氣候變化對農業的影響，有助於正確預測和調整農業活動，在最大限度內提高產量。雖說氣候變化對農業生產的淨影響尚不確定，但它很可能會改變個別作物的適宜種植區。而適應這種地理轉移會涉及相當大的經濟成本和社會影響。
與此同時，農業已被證明會對氣候變化產生重大影響，主要是透過產生和釋放二氧化碳、甲烷和一氧化二氮等溫室氣體。此外，進行耕作、施肥和施用農藥還會釋放氨、硝酸鹽、磷和許多其他會影響空氣、水和土壤品質以及生物多樣性的農藥。農業還會改變地球的土地表層，而改變其吸收或反射熱和光的能力，造成輻射強迫。土地因為森林砍伐和沙漠化]等變化，以及使用化石燃料是主要人為二氧化碳的來源；農業本身是增加大氣中甲烷和一氧化二氮濃度的主要因素。 
大多數甲烷的排放來自畜養的牲畜，特別是牛（反芻動物）和豬等。其他的動物如家禽和魚類也會產生，但影響小得多。目前人們正開發一些解決方案來應對反芻動物的排放。包括利用其糞便中的生物燃氣、基因挑選、免疫接種、驅除瘤胃原蟲及增強產乙酸菌替代產甲烷菌的作用、提供反芻動物包含甲烷營養菌的飼料，和修改飼料配方以及採用放牧的方式等。某些飲食配方變動（例如加入紫杉狀海門冬）可減少反芻動物溫室氣體排放達99%的程度。由於前述的負面影響，以及農業效率的原因（參見食物與飼料間之爭），有項預測提起到2030年，某些國家中至少某些牲畜（即牛）的數量會大幅下降。

### 森林砍伐
森林砍伐說的是正在全球各地發生的大規模清除森林活動，持續造成許多土地受到破壞。毀林的原因之一是開墾土地做牧場或農地用途。根據英國環保主義者諾曼·邁爾斯的說法，這些森林砍伐中，5%是為養牛，19%是過度伐木，22%是為油棕種植園，還有54%是為刀耕火種的目的。
森林砍伐不只導致數百萬物種失去棲息地，也是氣候變化的驅動因素。樹木有碳匯的功能：它們能從大氣中吸收二氧化碳。砍伐樹木會讓二氧化碳釋放進入大氣，而留下的少數樹木勢必無法吸收越來越多的二氧化碳。森林砍伐因此會加劇氣候變化。當樹木從森林中去除後，不再提供遮蔭，土壤因此會變乾，並且沒足夠的樹木把水蒸氣送返環境，無法幫助水循環。失去樹木的森林景觀有可能會變成貧瘠的沙漠。樹根也有助於固定土壤，一旦被移除後，增加發生土石流的機會。砍伐樹木後也會導致溫度的極端波動。
FAO在2000年發表的報告說“人口動態在當地環境中的作用可從原具有決定性，而變成微不足道”，而森林砍伐是“人口壓力和停滯不前的經濟、社會和技術條件造成的結果。”

### 污染物
本節摘自農業污染。

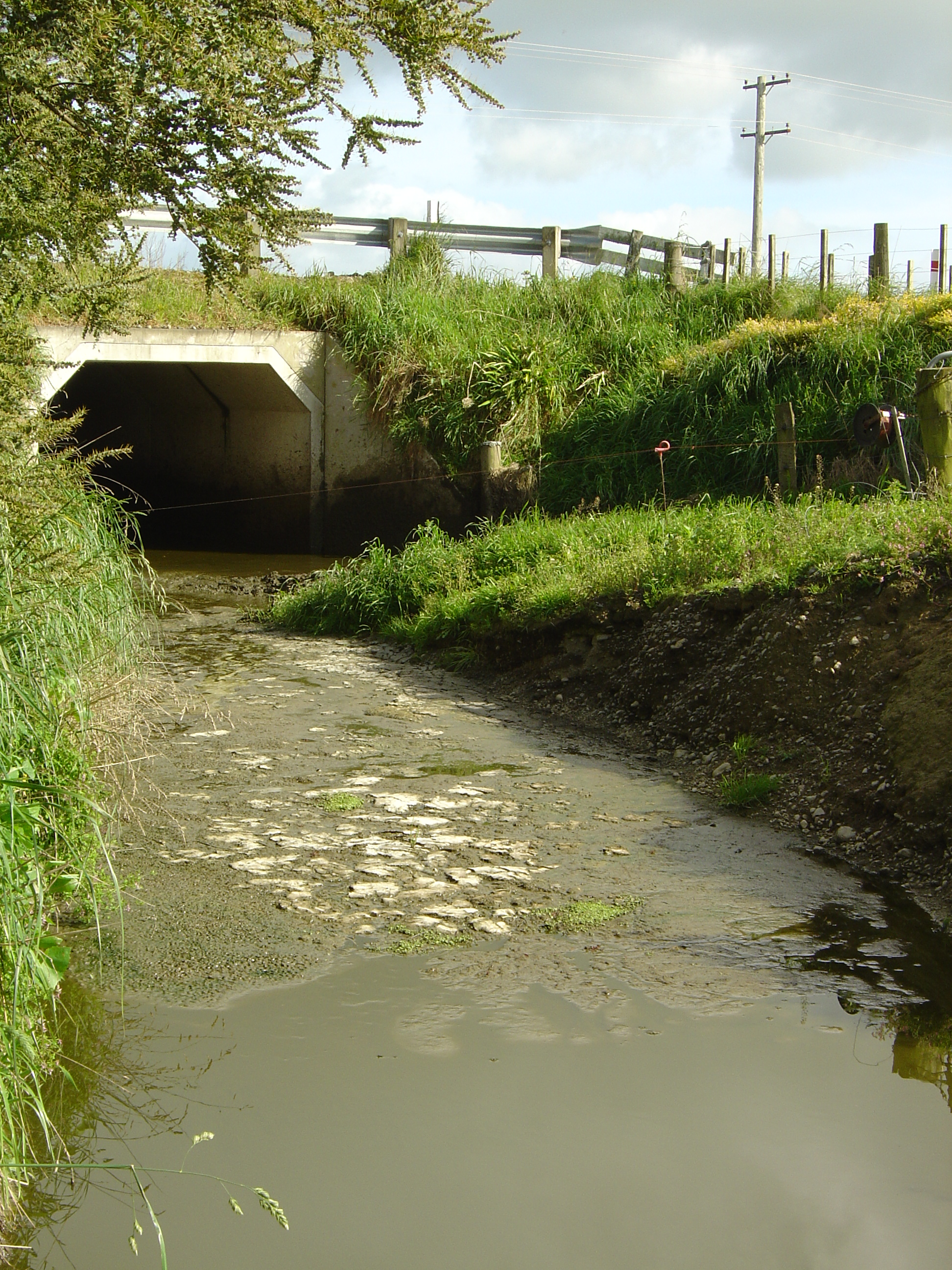
在紐西蘭懷拉拉帕區，由當地酪農業造成的水污染（攝於2003年）。

農業污染是指因從事農業活動而產生的生物物質和非生物因子副產品，這些副產品會導致環境和周圍生態系統的污染或是退化，而對人類及其經濟利益造成傷害。污染有不同的來源，從點源污染（來自單個排放點）到更分散，大片環境式的污染（稱為非點源污染和空氣污染）。一旦污染物進入環境，就會直接影響到周圍的生態系統，例如導致當地野生動物死亡或是污染到飲用水，以及在農業徑流下游的大型水體中造成的生態死區。
對於農業污染物進行管理，或是疏於管理，會對其數量和影響發生關鍵的作用。涉入的管理技術包含廣泛，從動物管理和圈養，到農藥和肥料噴灑方式等。不良管理做法包括管理不完善的動物餵養、放牧、耕作、施肥，以及不恰當、過度或不合時宜地施用農藥。
農業污染物會進入湖泊、河流、濕地、河口和地下水中，嚴重影響到水質。污染物包括沉積物、營養物質、病原體、農藥、金屬和鹽。畜牧業會產生不成比率的巨量污染物，釋放進入環境（參見畜牧業對環境的影響）。如果放牧、把動物糞便儲存於處理池中以及使用糞便當做田地的肥料，會導致糞便中的細菌和病原體會進入溪流和地下水。因為土地利用變化（例如砍伐森林來開闢油棕種植園）和畜牧業而造成的空氣污染，對氣候變化產生巨大影響（參見農業產生的溫室氣體排放），而在聯合國所屬的政府間氣候變化專門委員會氣候變化和土地特別報告（IPCC Special Report on Climate Change and Land）中的重點就是如何解決前述的問題。

### 土壤退化
土壤退化指的是土壤品質的下降。導致退化的因素有多種，農業活動是其中尤為重要者。土壤中存有世上生物多樣性中的大部分，健康的土壤對於糧食生產和充足的供水極為重要。常見的土壤退化有鹽漬化、漬災、板結、農藥污染、土壤結構品質下降、肥沃度喪失、土壤的酸度、鹼度、鹽度的變化，以及侵蝕。土壤侵蝕是表土因水、風或農業活動的作用而流失。肥沃的表土對農民很有價值。 土壤退化會影響土壤中的微生物群落，大幅影響到生物降解的能力，也會改變土壤的養分循環、病蟲害控制和化學轉化特性。

#### 耕作侵蝕

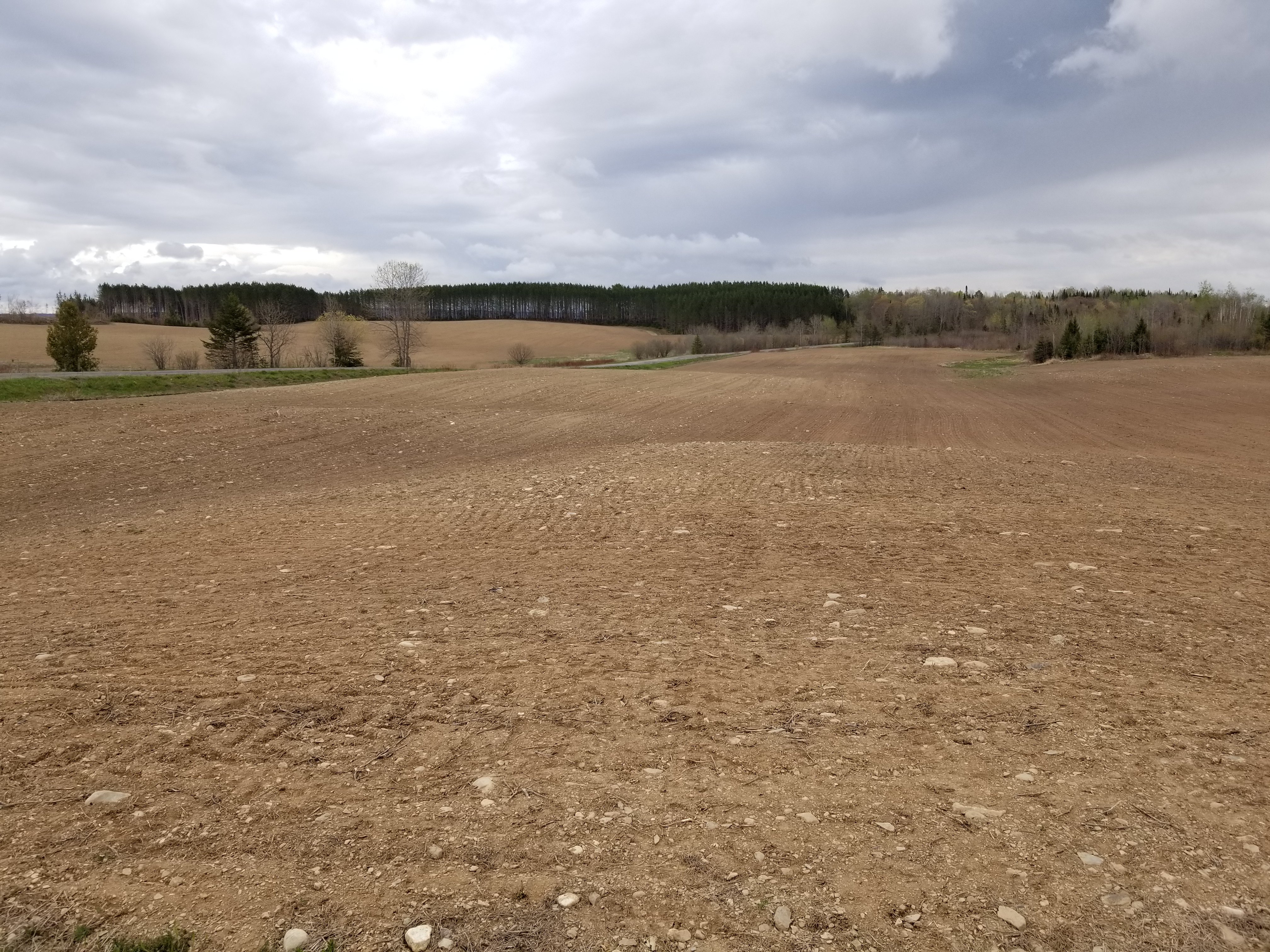
遭耕作而發生土壤侵蝕的小丘頂。

本節摘自耕作侵蝕。
耕作侵蝕是耕地受耕作活動而導致的土壤侵蝕形式。有越來越多的證據顯示這種侵蝕是導致農業用地發生水土流失的主因，在世界各地，尤其是在坡地和丘陵地帶，這種侵蝕作用超過自然的水蝕和風蝕所能造成。許多描述水蝕的手冊和小冊子會顯示一種有特性的土壤侵蝕 - 遭侵蝕的小丘頂，實際上是由耕作侵蝕所引起，因為通常的水侵蝕主要是導致斜坡的中坡和下坡段的土壤流失，並非山頂部分。耕作侵蝕會導致土壤退化，作物產量會因此顯著下降，造成農場經濟損失。

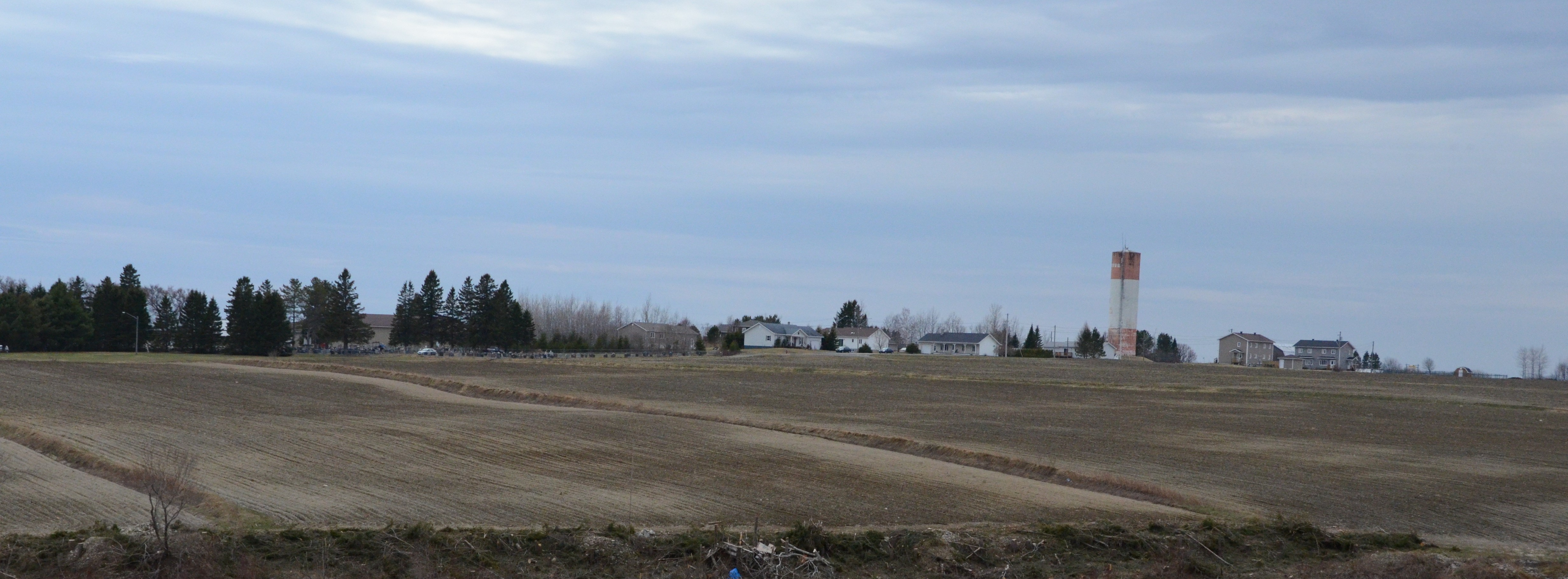
有導流溝的田地，途中白色部分顯示底土因受耕作侵蝕而露出。

### 廢棄物
農業塑料栽種指的是用於農業活動中的塑料覆蓋物。農民使用塑料薄膜覆蓋多達50-70%的土壤，好讓他們使用滴灌系統來控制土壤養分和水分供給。這種灌溉不需用到降水，而使用農業塑料栽種的農場也會讓降水透過徑流得以迅速排除。這種灌溉方式，當使用農藥時，會讓農藥較易受地表徑流帶入濕地或潮溝之中。因此進入海洋的農藥和化學物質會導致貝類嚴重變形和死亡。
農業塑膠栽種除會導致徑流增加外，還有這類覆蓋物本身的廢棄物數量增加的問題。美國每年用於蔬菜、草莓和其他行作物和果園作物的塑料覆蓋物超過1.1億磅。大多數塑料最終是進入垃圾掩埋場，但也有有其他處置方式，例如將覆蓋薄膜耙入土中、現場掩埋、就地存放、再利用、回收和焚燒。由於使用的塑料種類繁多以及分佈區域廣大，讓焚燒和回收工作變得複雜。塑料中還含有穩定劑、染料以及重金屬，而讓能夠回收的種類受到限制。人們持續在研究可經生物降解或光降解的產品。雖然小有成果，但也有塑料降解需要為時多久的問題，因為許多可生物降解的產品需要很長時間才能達成。

### 各地不同的問題
農業對環境的影響會因地區，以及使用的生產方式而有差異。下列是世界不同地區的獨特環境問題。
- 英國清除原有田間樹籬，以利大規模集約農業運作。
- 土壤鹽化，尤其是在澳大利亞。
- 諾魯磷礦開採
- 紐西蘭牲畜排放甲烷。（參見紐西蘭氣候變化（英语：Climate change in New Zealand）。
- 環保主義者認為墨西哥灣中的生態死區是因肥料中的氮移入海洋，導致當地藻類過度繁殖的結果。
- 農業貿易的耦合導致的級聯效應（英语：cascade effect）和外溢效益（英语：Spillover (economics)）。（參見環境因素（英语：environmental factor）#Socioeconomic drivers）

## 可持續農業
可持續農業的理念是農業可為當代生產必要的東西，但不會侵犯到後代做同樣事的能力。
近幾十年來世界人口呈指型增長，為滿足對食物的需求，必須開發更多的農地，而反過來又增加對環境的影響。全球人口仍在增加中，一些批評者懷疑，由於全球變暖導致糧食產量下降，最後人口數目會因糧食的問題而穩定下來。
農業也會對生物多樣性產生負面影響。有機農業是種多面向的可持續農業方式，在小規模的情況下，對環境產生較小的影響。但在大多數情況下，有機農業的單位面積產量較低。如果要廣泛採用有機農業，就需要清理更多土地，以及抽取更多水資源來達到相同的生產水準。一項在歐洲所做的綜合分析就發現通常有機農場每單位面積的土壤有機質含量較高，和養分損失（氮淋溶、一氧化二氮排放和氨排放）較低，但每產品單位的氨排放、氮淋溶和一氧化二氮排放較高。許多人認為傳統耕作導致的生物多樣性不如有機耕作的豐富。有機農業的物種豐富度平均會高出30%。有機系統的生物體數量也平均高出50%。這些數據有些問題存在，因為有幾個結果顯示在有機農業系統中這些事情會有負面的影響。反對有機農業的人認為，這些負面因素可歸咎有機農業系統 - 最初是小規模經營、具有環保意識，現在已像傳統農業般的工業化運作。這種生產方式會導致如上述，例如氣候變化和森林砍伐的問題。

### 再生農業
本節摘自再生農業。

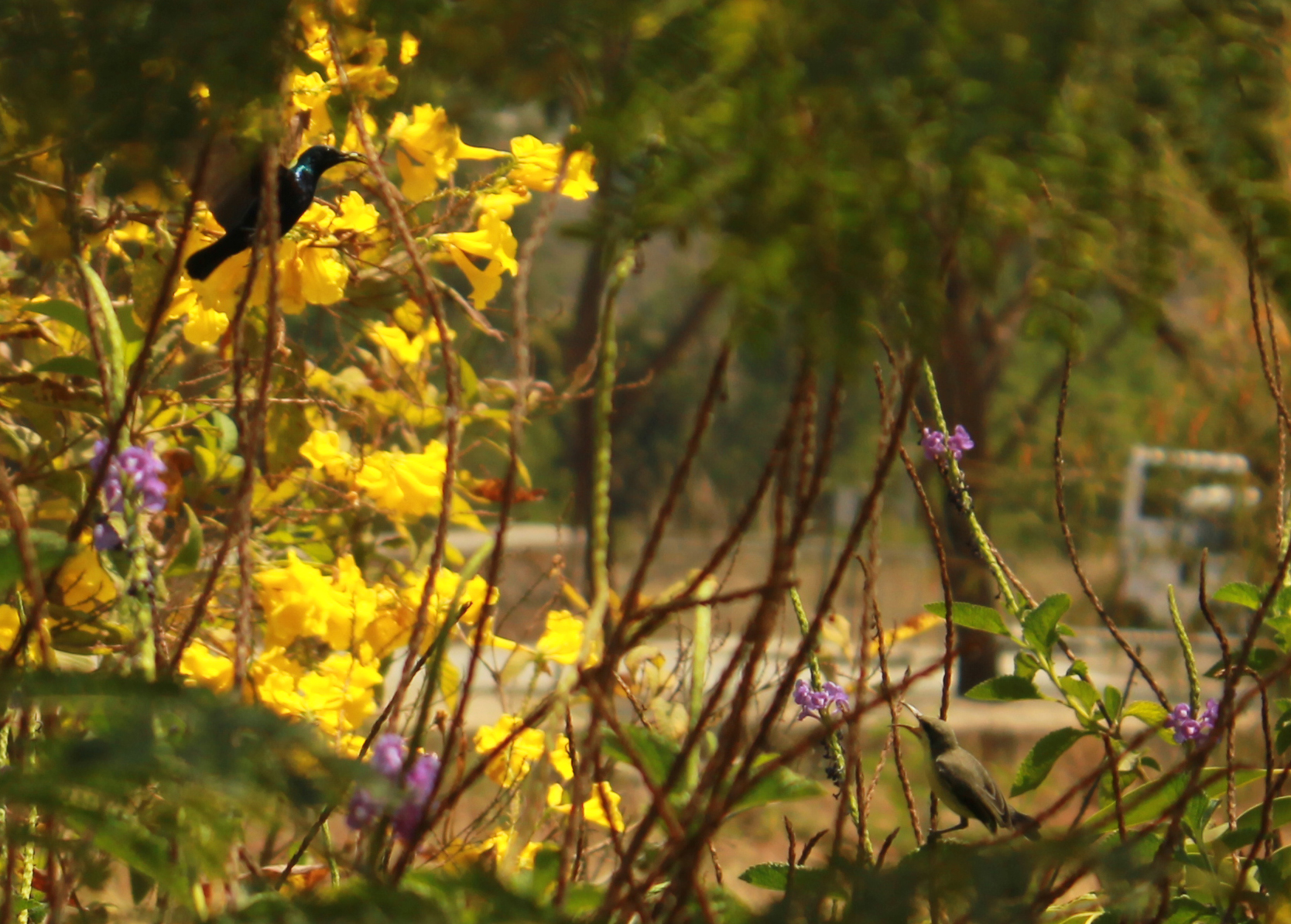
生物多樣性。

再生農業是種對食糧和農業系統採取保育和復育的方法。它側重於表土再生、增加生物多樣性、改善水循環、增強生態系統服務、支持溫室氣體隔離、提高對氣候變化的適應能力，以及增強農場土壤的健康和活力。
再生農業本身並非一種特定的做法。而再生農業的支持者會採用多種可持續農業的技術。做法中包括儘可能多回收農場廢棄物，並從農場外取得堆肥素材。在小型農場和花園實施再生農業，通常是採用像樸門、生態農業、混農林業、復原生態學、善用水資源設計和完整農業管理等概念。大型農場不注重哲學理念，通常會使用“免耕農作”和/或“減耕”的做法。
當土壤健康獲得改善，對投入的需求就會減少，作物產量會增加，因為土壤對極端天氣的抵抗力更強，內含的害蟲和病原體更少。
大多數緩解氣候變化的做法都側重於“減少溫室氣體排放”。再生農業，即透過種植可把二氧化碳轉移到土壤中的植物（透過種植和培育森林和多年生草場和草原）來捕獲大氣中的二氧化碳，這幾乎是目前唯一可用於吸收已經存在於大氣中的溫室氣體的技術。

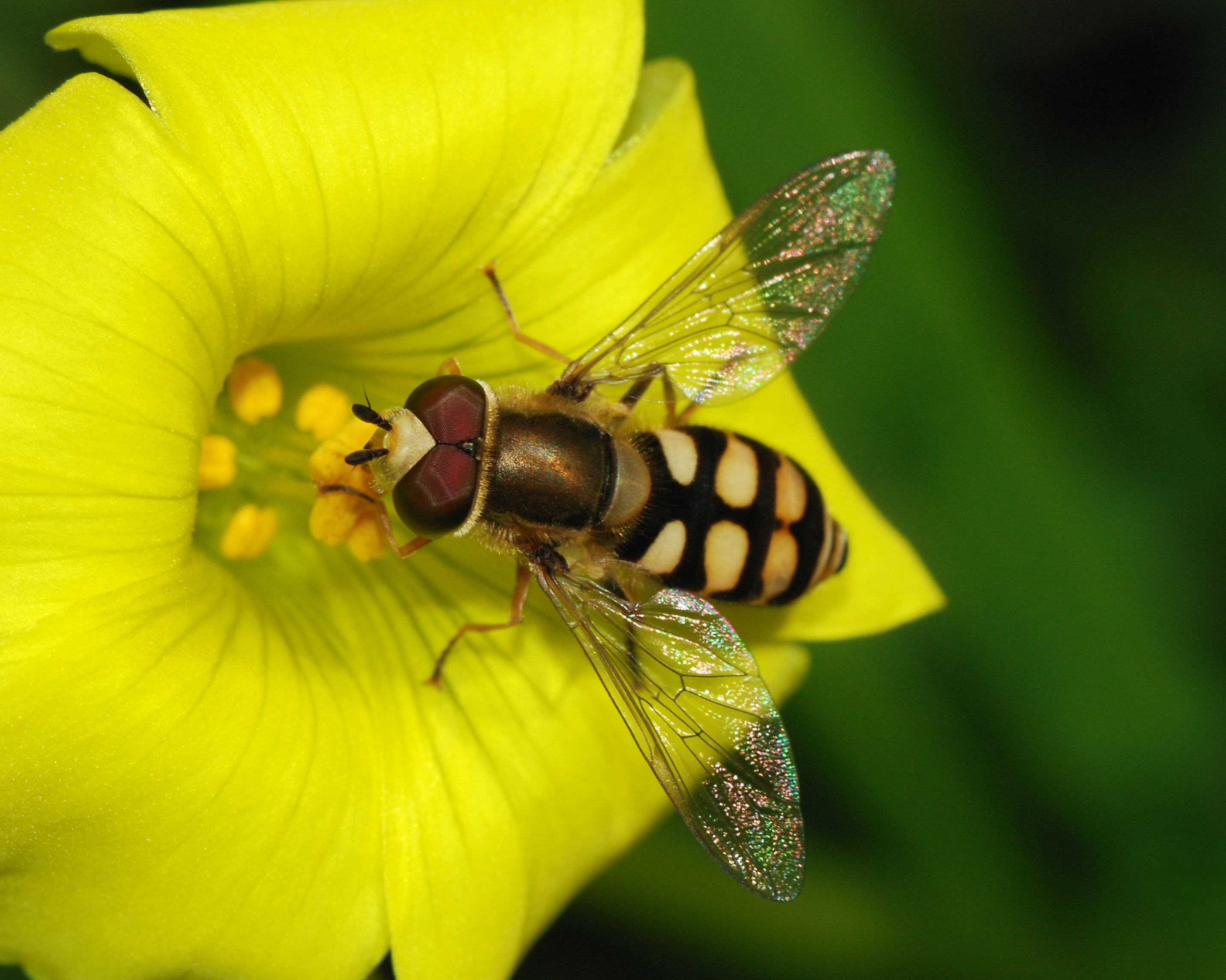
忙著覓食的授粉昆蟲食蚜蠅。

### 耕作技術

#### 保護性耕作
保護性耕作是種替代耕作方法，能讓土壤和周圍生態系統更具有可持續性。做法是在耕作下一季作物之前，讓之前已被收穫過作物的殘餘留在土壤中來達到目的。保護性耕作已顯示出可將許多方面改善，例如保留土壤水分和減少侵蝕。但有些缺點，如需要更昂貴的設備，需要使用更多的農藥，而且正面效果需要很長時間才能顯現。實施這種耕作法的障礙在於農民不願接受改變，並且會對比傳統方式更昂貴、更耗時的方法產生抗拒。 

#### 生物防治
本節摘自生物防治。

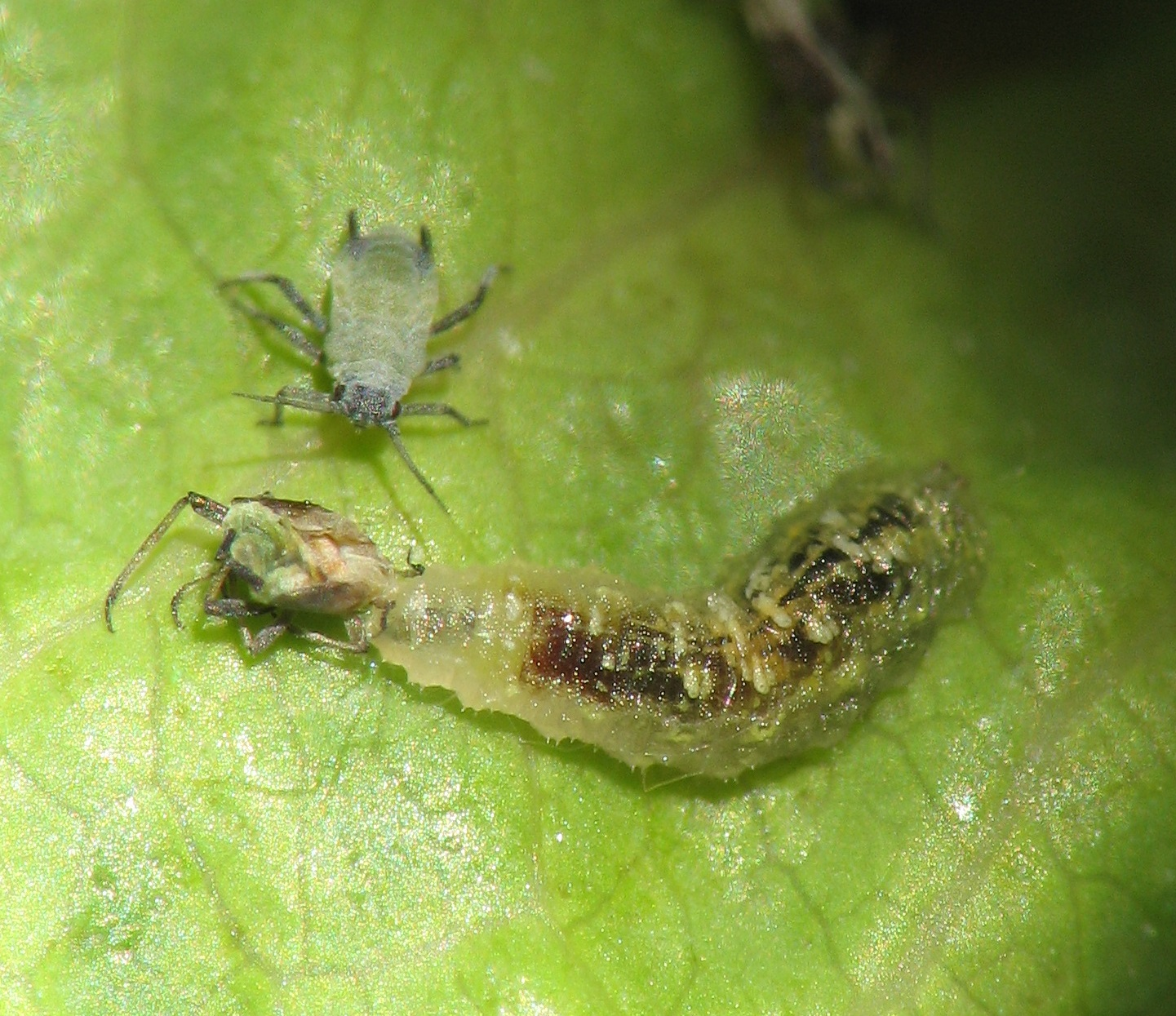
食蚜蝇幼蟲（下） 正在吃蚜蟲（上）。這是一種天然的生物控制。

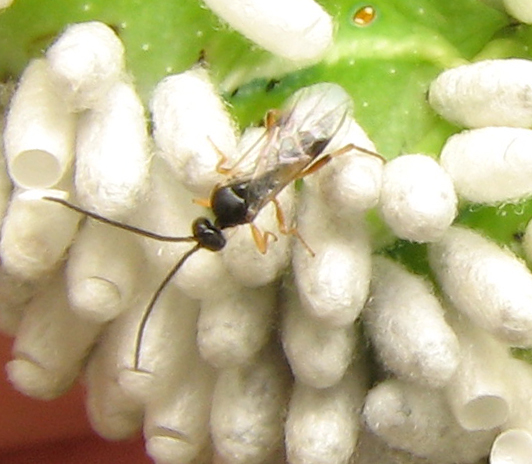
一隻學名為Cotesia congregata寄生蜂成蟲，由附著在宿主煙草天蛾幼蟲身上的蛹繭孵出，寄生蜂是煙草天蛾的天敵。

生物防治是種利用其他生物來防治有害的昆蟲、蟎、雜草和植物病害的方法。這是利用生物的捕食、寄生、植食或其他的自然機制，但通常還涉及人類積極管理行為。這種方法可作為綜合病蟲害管理計劃（IPM）中的重要組成因素。
生物防治有三種基本策略： 經典型（導入），即引入害蟲的天敵以實現防治的目的；誘導型（增強），施用大量天敵以達快速控制的目的；和接種型（保護），透過定期重建方式以維持天敵的數目而達到目的。
害蟲的天敵，也稱為生物防治介質，有捕食者、擬寄生物、病原體和競爭者。植物病害的生物防治介質最常被比擬為拮抗劑。控制雜草的生物防治介質包括種子捕食者、植食性動物和植物病原體。
生物防治也有對被非目標物種發生攻擊的可能，而對生物多樣性產生副作用，因此必須在徹底了解可能後果的情況之後才能引入。

## 進一步閱讀

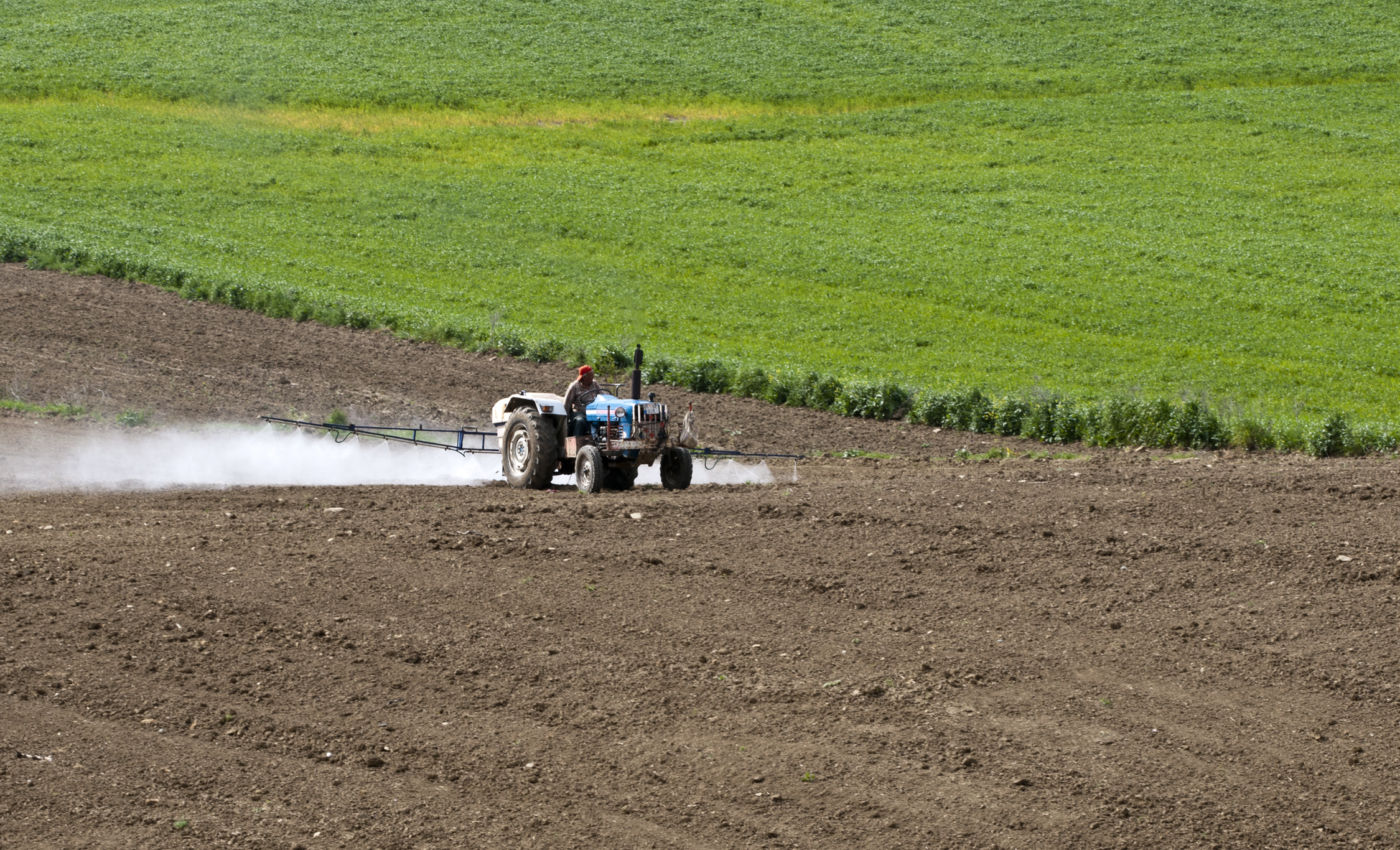
曳引機在剛犁過的農地上噴灑農藥，這種施藥方式容易造成農藥漂移，而最終進入水道中。

- Miller, G. T., & Spoolman, S. (2012). Environmental science. Cengage Learning. ISBN 978-1-305-25716-0
- Qaim, Matin. . New Biotechnology. 2010, 27 (5): 552–557. ISSN 1871-6784. PMID 20643233. doi:10.1016/j.nbt.2010.07.009.

## 外部連結
- Holistic Management International （页面存档备份，存于）
- Environmental Issues in Animal Agriculture （页面存档备份，存于） – Choices magazine article
- Waterlog.info （页面存档备份，存于） Website with free articles and software on environmental impacts of irrigated agriculture like waterlogging and salinization
- Environmental Planning on Livestock and Poultry Operations 的存檔，存档日期2011-02-09. describes several different planning processes that can be used on farms. It also includes links to several webcasts. Part of the Livestock and Poultry Environmental Learning Center 的存檔，存档日期2010-12-27.